# Le Mesnil-Amey
Le Mesnil-Amey – miejscowość i gmina we Francji, w regionie Normandia, w departamencie Manche.
Według danych na rok 1990 gminę zamieszkiwało 236 osób, a gęstość zaludnienia wynosiła 84 osoby/km² (wśród 1815 gmin Dolnej Normandii Le Mesnil-Amey plasuje się na 653. miejscu pod względem liczby ludności, natomiast pod względem powierzchni na miejscu 1052.).